# Нижньобурлуцька сільська рада
Нижньобурлу́цька сільська́ ра́да — адміністративно-територіальна одиниця та орган місцевого самоврядування в Шевченківському районі Харківської області України. Адміністративний центр — село Нижній Бурлук.

## Загальні відомості
Нижньобурлуцька сільська рада утворена в 1920 році.
- Територія ради: 51,57 км²
- Населення ради: 486 осіб (станом на 2001 рік)
- Територією ради протікає річка Великий Бурлук.

## Населені пункти
Сільській раді підпорядковані населені пункти:
- с. Нижній Бурлук
- с. Володимирівка
- с. Іванівка
- с. Михайлівка
- с. Смолівка
- с. Шевченкове
- с. Шишківка

## Склад ради
Рада складається з 12 депутатів та голови.
- Голова ради: Просюк Володимир Григорович
- Секретар ради: Дячекно Неля Федорівна

### Керівний склад попередніх скликань
| Прізвище, ім'я, по батькові | Основні відомості                                                         | Дата обрання | Дата звільнення |
| --------------------------- | ------------------------------------------------------------------------- | ------------ | --------------- |
| Трохимчук Людмила Василівна | Сільський голова, 1955 року народження                                    | 26.03.2006   | 31.10.2010      |
| Просюк Володимир Григорович | Сільський голова, 1954 року народження, освіта вища, член Партії регіонів | 31.10.2010   |                 |

Примітка: таблиця складена за даними сайту Верховної Ради України

### Депутати
За результатами місцевих виборів 2010 року депутатами ради стали:

#### За суб'єктами висування
| Суб'єкт висування                                       | Кількість обраних депутатів | %    |
| ------------------------------------------------------- | --------------------------- | ---- |
| Партія регіонів                                         | 10                          | 83,3 |
| Політична партія Всеукраїнське об'єднання «Батьківщина» | 2                           | 16,7 |

#### За округами
| № округу                                                | Прізвище, ім'я, по батькові     | Дата визнання обраним | Освіта             | Партійна приналежність                        | Відомості про обраного депутата                                         |
| ------------------------------------------------------- | ------------------------------- | --------------------- | ------------------ | --------------------------------------------- | ----------------------------------------------------------------------- |
| Партія регіонів                                         |                                 |                       |                    |                                               |                                                                         |
| 1                                                       | Клюковський Олександр Дмитрович | 03.11.2010            | середня            | позапартійний                                 | тимчасово не працює                                                     |
| 3                                                       | Скирда Тетяна Володимирівна     | 03.11.2010            | середня спеціальна | член Партії регіонів                          | Шевченківськи територіальний центр, соціальний працівник                |
| 4                                                       | Скирда Надія Іванівна           | 03.11.2010            | середня спеціальна | член Партії регіонів                          | Нижньобурлуцький фельдшерсько-акушерський пункт, молодша медична сестра |
| 5                                                       | Деркач Марина Іванівна          | 08.04.2013            | вища               | член Партії регіонів                          | Нижньобурлуцька сільська рада, в.о. головного бухгалтера                |
| 6                                                       | Костенко Тетяна Аркадіївна      | 08.04.2013            | вища               | член Партії регіонів                          | Нижньобурлуцька, спеціаліст II категорії                                |
| 7                                                       | Турянський Василь Васильович    | 03.11.2010            | середня спеціальна | член Партії регіонів                          | тимчасово не працює                                                     |
| 8                                                       | Гонтар Микола Миколайович       | 03.11.2010            | середня спеціальна | позапартійний                                 | Фермерське господарство «Восход А», механізатор                         |
| 10                                                      | Горбенко Юрій Сергійович        | 03.11.2010            | середня            | член Партії регіонів                          | тимчасово не працює                                                     |
| 11                                                      | Іващенко Антоніна Валеріївна    | 03.11.2010            | середня спеціальна | член Партії регіонів                          | Нижньобурлуцька загальноосвітня школа, кухар                            |
| 12                                                      | Артюхова Віталіна Володимирівна | 03.11.2010            | середня спеціальна | член Партії регіонів                          | тимчасово не працює                                                     |
| Політична партія Всеукраїнське об'єднання «Батьківщина» |                                 |                       |                    |                                               |                                                                         |
| 2                                                       | Медвєдєва Тетяна Станіславівна  | 03.11.2010            | середня            | позапартійна                                  | тимчасово не працює                                                     |
| 9                                                       | Громова Людмила Іванівна        | 03.11.2010            | вища               | член Всеукраїнського об'єднання «Батьківщина» | тимчасово не працює                                                     |